# Zemplínska Teplica
Zemplínska Teplica (in ungherese Szécskeresztúr) è un comune della Slovacchia facente parte del distretto di Trebišov, nella regione di Košice.